# Postislamisme
 (juillet 2011).
 (juillet 2011).
Si vous disposez d'ouvrages ou d'articles de référence ou si vous connaissez des sites web de qualité traitant du thème abordé ici, merci de compléter l'article en donnant les références utiles à sa vérifiabilité et en les liant à la section « Notes et références ».
Dans un article du Monde, l'un des initiateurs du concept de postislamisme, ou post-islamisme, commence par définir l'islamisme : « Nous appelons islamistes ceux qui voient dans l'islam une idéologie politique à même de résoudre tous les problèmes de la société ». L'un des archétypes de l'islamisme est alors la Révolution iranienne, mais s'étend bien plus largement à des pays sunnites ou chiites. Un autre archétype est les attentats du 11 septembre 2001. Moins dangereux peut-être cet islamisme qui pensait que toute la science était comprise dans le Coran. À l'intérieur de l'islam, une réaction s'est faite, qui n'est en rien une « dé-islamisation », mais qui est une réaction contre le totalitarisme islamique.
La réaction intellectuelle post-islamiste existe en Iran et en Turquie. Il a été établi par des penseurs du mouvement de réforme iranienne, comme Abdul Karim Soroush et Mohammad Mojtahed Shabestari, et par des intellectuels occidentaux comme Gilles Kepel et Olivier Roy, et a comme thème la fin de l'intégrisme musulman, l'après-islamisme. C'était en Iran, où la révolution islamique a été perçue par des intellectuels comme un échec sur les plans social, économique et politique. Cela a donné naissance à un nouveau mouvement qui, tout en s'inspirant soit de l'islam, soit de la modernité non-religieuse, remet en cause les credo de l'islamisme politique, à savoir, la prééminence accordée à la notion centrale du Velayat-e faqih (la souveraineté du docte islamique), prôné par l'ayatollah Rouhollah Khomeini.

## Bases théoriques
En 2000, Gilles Kepel, spécialiste français de l'islam, tirant les conséquences de l'échec des islamistes algériens ou égyptiens et observant les succès des réformateurs en Iran, annonçait l'avènement d'un postislamisme démocratique qui concilierait tradition islamique et modernité.
Selon Farhad Khosrokhavar, intellectuel iranien, le 'postislamisme' peut être considéré comme phénomène à triple polarité :
- la diversification du champ politique islamiste, c'est-à-dire sa complexification, avec le passage d'une vision monolithique à une représentation plus variée où s'introduisent des nuances, des formes plus ou moins différentes d'expression politique, allant des habitus clos à des conceptions plus ouvertes ;
- le transfert, dans le domaine culturel, de ce qui était presque exclusivement du ressort du politique ;
- l'apparition des formes nouvelles et quelquefois dissidentes qui remettent en cause le primat du politique, voire la contestation même du politique telle qu'il était perçu par l'islamisme où la notion même de communauté (ou de peuple) musulman renvoyait à une collectivité non-démocratique.

Selon Khosrokhavar, ces trois formes de développement, à partir même de l'islamisme, aboutissent à des configurations nouvelles que l'on qualifiera de postislamisme. L'article d'Olivier Roy à partir des mouvements politiques qui au début de 2011 agitent de nombreux pays musulmans exprime tout à fait le même point de vue.
En Turquie, le mouvement postislamiste existe sous une forme différente de l'Iran, compte tenu de la nature laïque de l'État.
Khosrokhavar fait la distinction entre le cas iranien et le cas turc : « Dans le cas iranien, le postislamisme est une remise en cause de l'islam politique, au sein d'une société qui a derrière elle deux décennies d'islamisme radical, ce qui signifie le renoncement à l'utopie d'une révolution religieuse censée purifier la collectivité. Dans le cas turc, une bonne partie de la société, celle qui se réclame de la laïcité, ne semble pas accepter cette forme radicale de pouvoir au nom de la religion et les islamistes eux-mêmes cherchent à trouver un compromis avec le pouvoir qui leur est hostile. Ici, le problème majeur semble être davantage celui des Kurdes que celui des islamistes ».

## Critiques
- Le postislamisme décrit ci-dessus se réfère principalement à l'Iran et à la Turquie, alors qu'il existe de nombreux autres pays à majorité musulmane; certains États africains, par exemple, ont de forts traits islamistes.
- Selon Antoine Basbous, directeur de l'Observatoire des pays arabes, on « ne peut pas parler de 'postislamisme' comme on parle de 'postcommunisme'. L'islam est là depuis quatorze siècles. Et c'est la seule confession qui progresse à travers le monde ».
- L'idée de postislamisme comme hypothèse est fortement critiquée depuis les attentats du 11 septembre 2001[2].